# Ортийон
Ортийо́н (фр. Ortillon) — коммуна во Франции, находится в регионе Шампань — Арденны. Департамент — Об. Входит в состав кантона Рамрюпт. Округ коммуны — Труа.
Код INSEE коммуны — 10273.
Коммуна расположена приблизительно в 145 км к востоку от Парижа, в 50 км южнее Шалон-ан-Шампани, в 28 км к северо-востоку от Труа.

## Население
Население коммуны на 2008 год составляло 35 человек.
| 1962 | 1968 | 1975 | 1982 | 1990 | 1999 | 2008 |
| ---- | ---- | ---- | ---- | ---- | ---- | ---- |
| 31   | 37   | 46   | 40   | 43   | 32   | 35   |

## Администрация
| Период | Период | Фамилия        | Партия | Примечания |
| ------ | ------ | -------------- | ------ | ---------- |
| 2001   | 2008   | Жоэль Фетр     |        |            |
| 2008   |        | Патрик Альбаре |        |            |

## Экономика

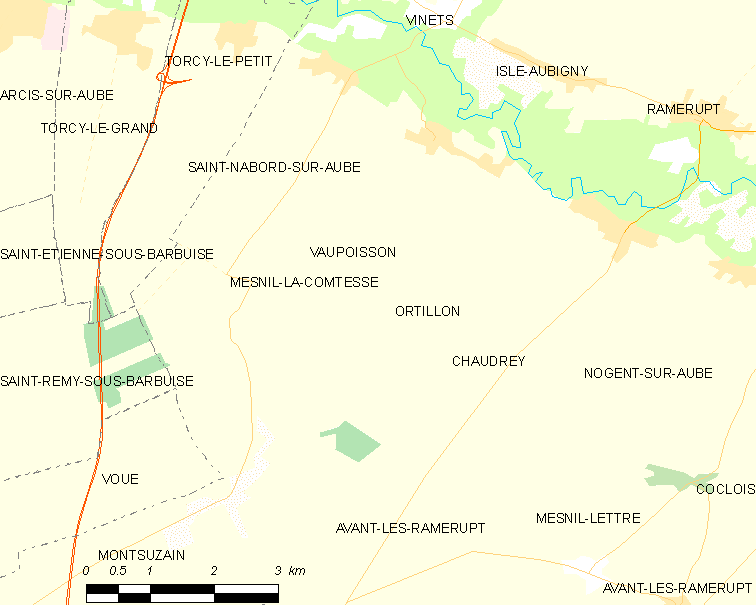
Карта коммуны

В 2007 году среди 20 человек в трудоспособном возрасте (15—64 лет) 14 были экономически активными, 6 — неактивными (показатель активности — 70,0 %, в 1999 году было 66,7 %). Из 14 активных работали 13 человек (8 мужчин и 5 женщин), безработным был 1 мужчина. Среди 6 неактивных 2 человека были учениками или студентами, 3 — пенсионерами, 1 был неактивным по другим причинам.